# Sultan-Amir-Ahmad-Badehaus
Das Sultan-Amir-Ahmad-Badehaus, ebenfalls bekannt als Qāsemī-Badehaus (Hamām-e Soltān Amīr Ahmad; حمام سلطان امیر احمد) ist ein historisches Badehaus (Hamam) in der iranischen Stadt Kaschan. Es wurde während der Safawidenzeit im 16. Jahrhundert erbaut und 1778 durch ein Erdbeben zerstört. In der Kadscharenzeit baute man es wieder auf.
Das Badehaus bedeckt ein Areal von 1000 m² und besteht aus zwei Hauptbereichen: dem Sarbīneh (Umkleideraum) und dem Garmkhāneh (der warmen Badehalle). Das Sarbīneh ist eine große, oktogonal angelegte Halle, in deren Mitte sich ein ebenfalls oktogonal geformtes Becken befindet. Acht Pfeiler trennen es von dem äußeren Bereich. Vier Säulen im Garmkhāneh lassen rundum vier weitere kleinere Bäder entstehen und bilden gleichzeitig den Eingangsbereich zum Khazineh, dem letzten Baderaum.
Der Innenraum des Bades ist mit türkisen und goldfarbenen Fliesenarbeiten geschmückt und außerdem mit Stuck- und Ziegelwerk sowie mit Malereien verziert. Das Dach des Badehauses besteht aus mehrfachen Kuppeln mit Konvexlinsen zur ausreichenden Versorgung des Bades mit Licht und gleichzeitigem Sichtschutz nach außen.

## Galerie

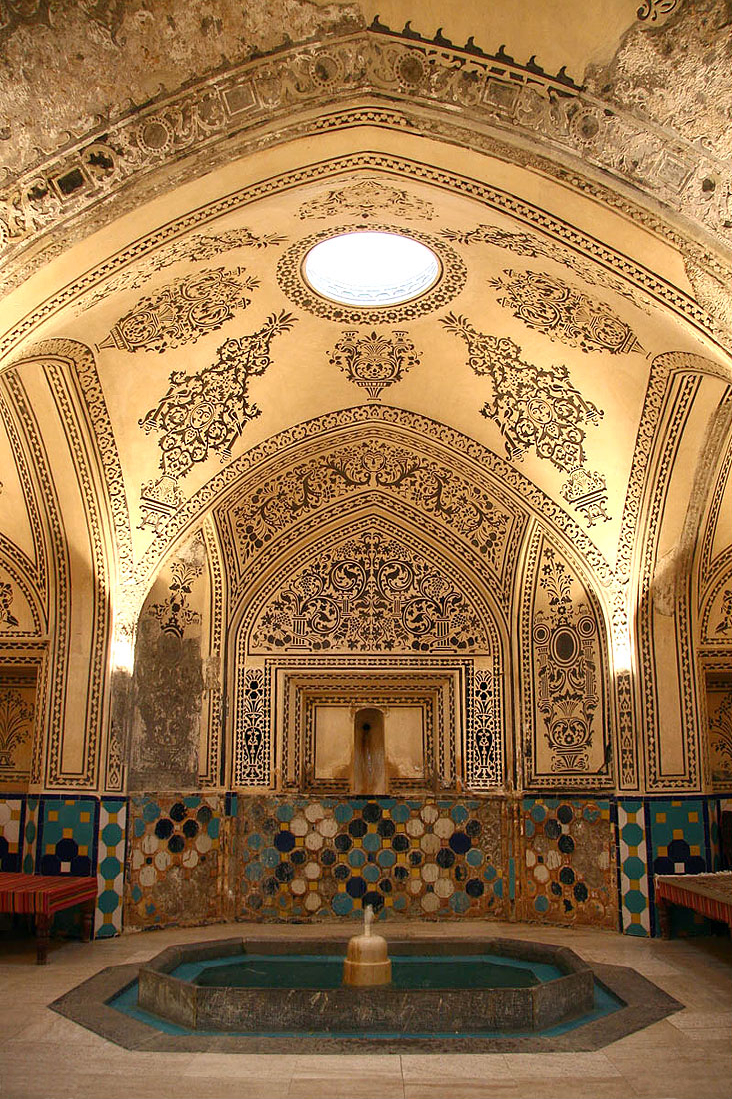
Innenraumverzierungen aus Stuck
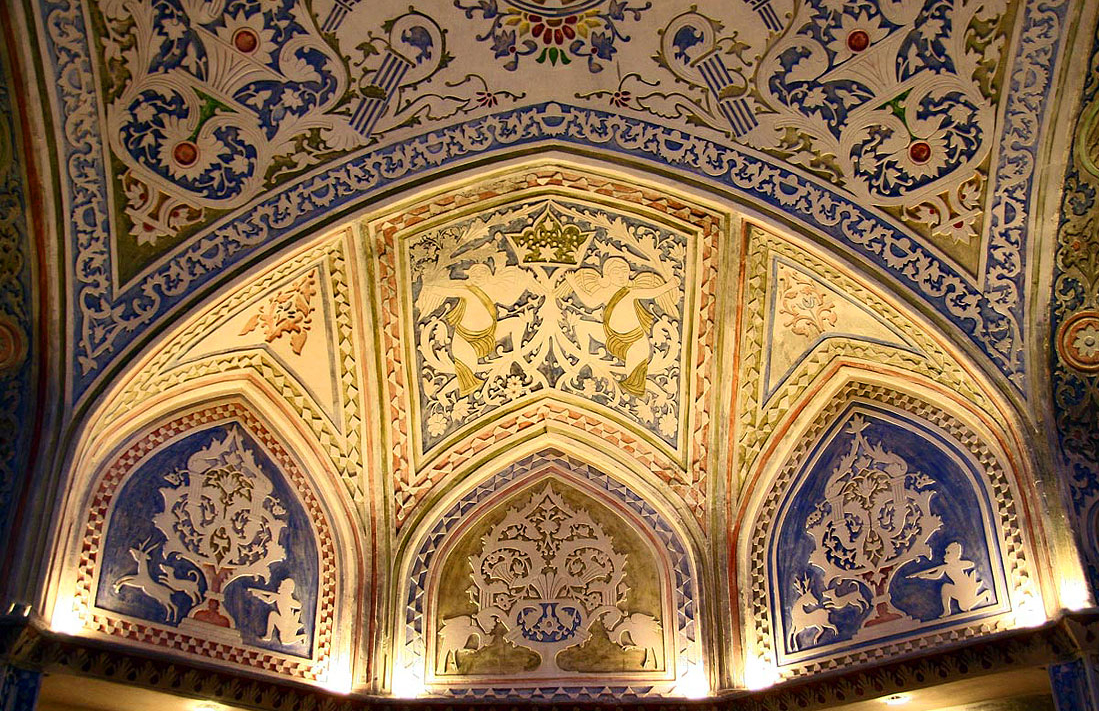
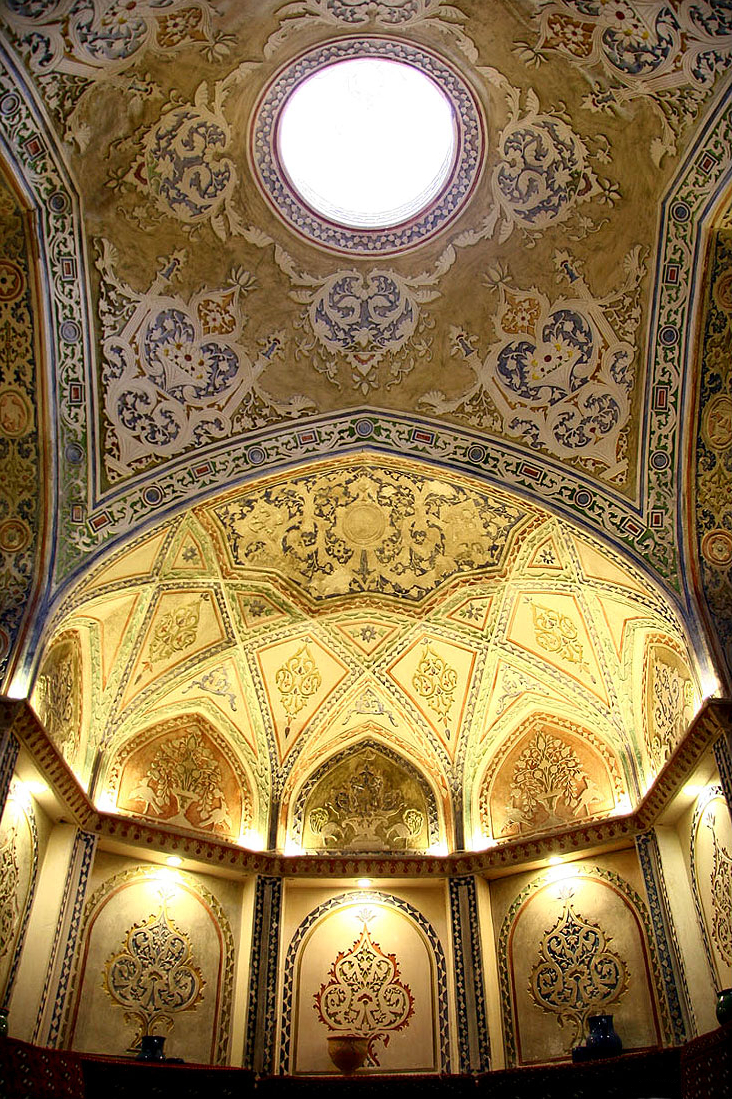
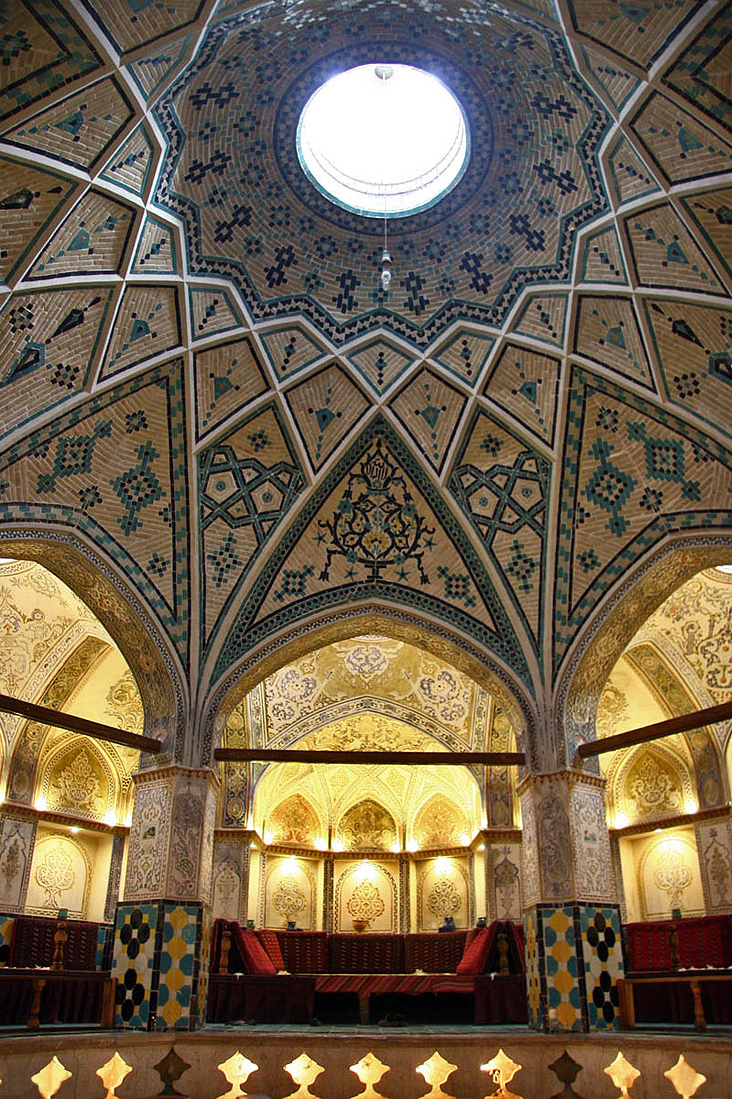
Ziegelwerk und Fliesenverzierungen im Inneren des Hamām
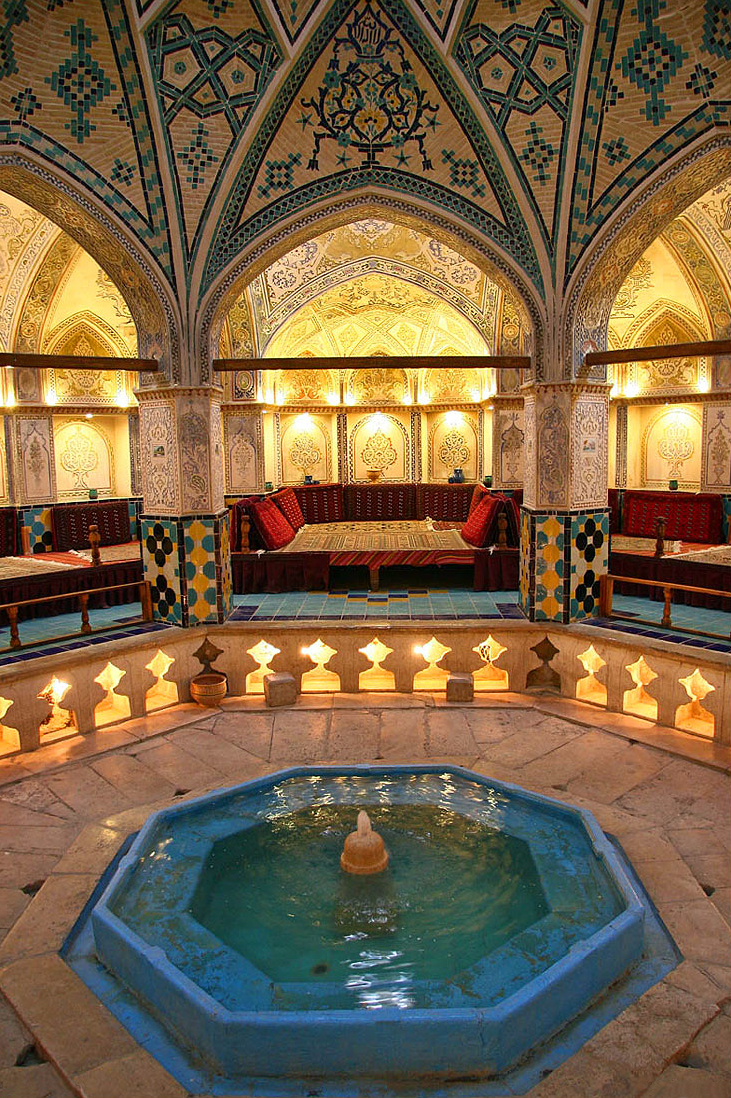
Teehaus im Hamām
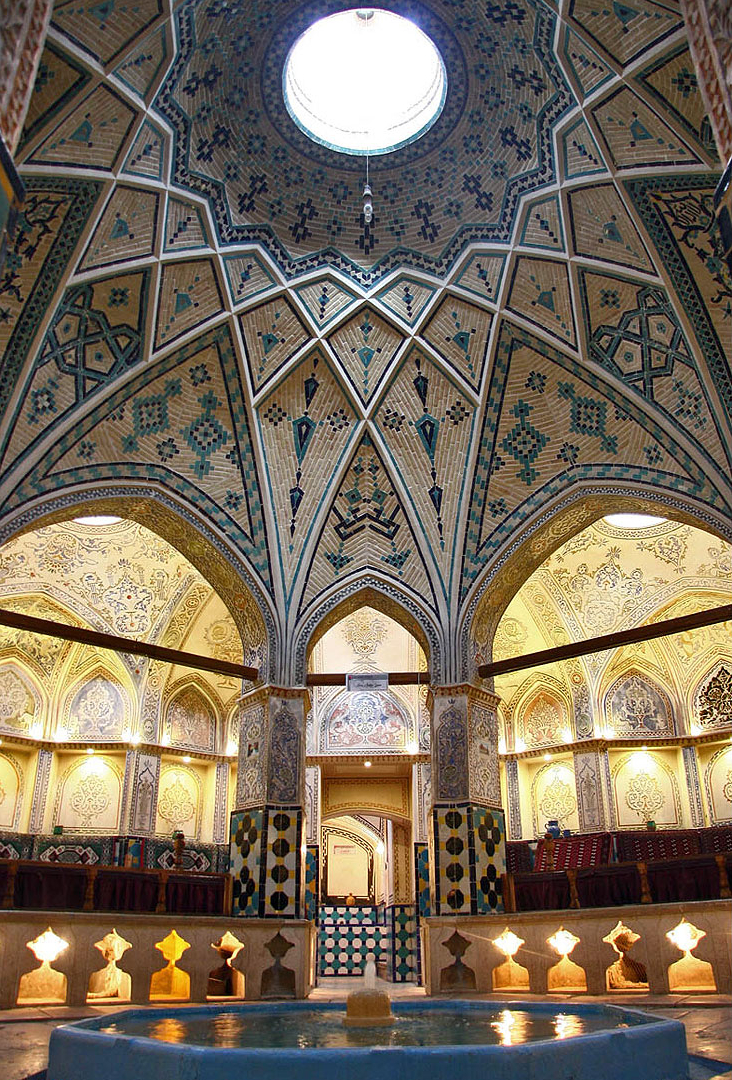
Ziegelwerk und Fliesenverzierungen
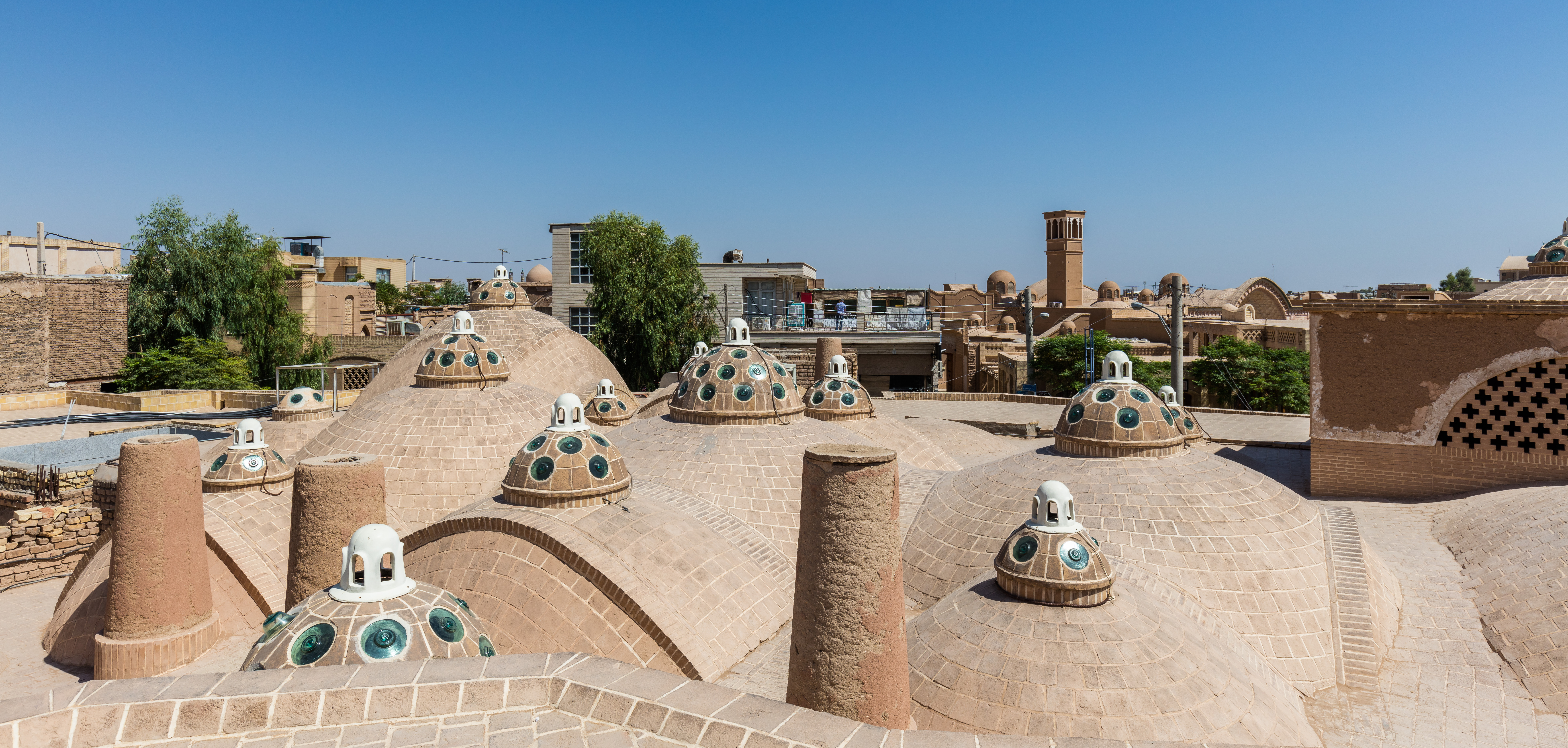
Deckenkuppeln mit Konvexlinsen
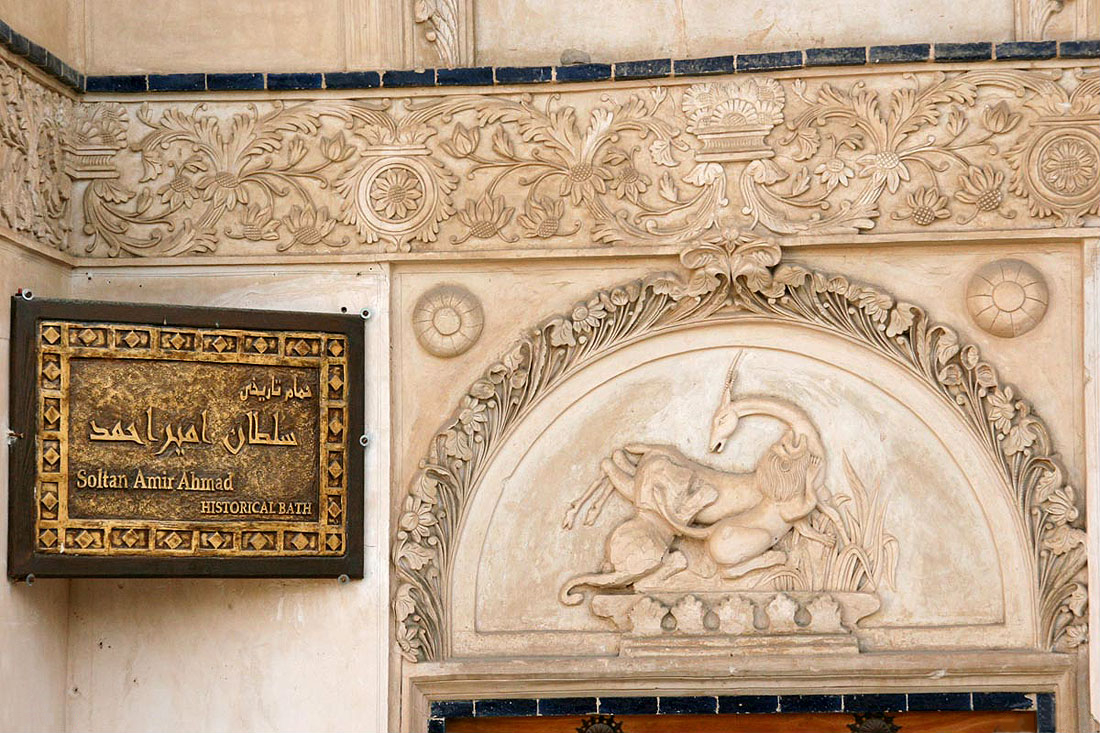
Relief über dem Eingang